# Ziua Domeniului Public

Un logo de limbă engleză pentru Ziua Domeniului Public 2012/2013 din Polonia

Ziua Domeniului Public sărbătorește expirarea drepturilor de autor și intrarea operelor în domeniul public. Această tranziție a operelor aflate sub incidența drepturilor de autor la domeniul public are loc, în general, pe 1 ianuarie, aceasta în funcție de legile drepturilor de autor din fiecare țară.